# Steve Kloves
Steve Kloves, właściwie Stephen Keith Kloves (ur. 18 marca 1960 w Austin w Teksasie) – amerykański scenarzysta i reżyser. Znany przede wszystkim z filmów Wspaniali bracia Baker i cyklu o Harrym Potterze.

## Filmografia

### Reżyseria
- 1993 Krew z krwi, kość z kości
- 1989 Wspaniali bracia Baker[a]

### Scenariusz
- 2012 Niesamowity Spider-Man
- 2011 Harry Potter i Insygnia Śmierci: Część II
- 2010 Harry Potter i Insygnia Śmierci: Część I
- 2008 Harry Potter i Książę Półkrwi
- 2005 Harry Potter i Czara Ognia
- 2004 Harry Potter i więzień Azkabanu
- 2002 Harry Potter i Komnata Tajemnic
- 2001 Harry Potter i Kamień Filozoficzny
- 2000 Cudowni chłopcy
- 1993 Krew z krwi, kość z kości
- 1989 Wspaniali bracia Baker[a]
- 1984 Wyścig z księżycem

## Nagrody
- 2000 – nominacja do Nagrody Sierra dla najlepszy scenariusz adaptowany za film Cudowni chłopcy
- 2001 – nominacja do Oscara dla najlepszy scenariusz adaptowany za film Cudowni chłopcy
- 2001 – nominacja do Nagrody BAFTA dla najlepszy scenariusz adaptowany za film Cudowni chłopcy
- 2001 – nominacja do Złotego Globu dla najlepszy scenariusz adaptacja za film Cudowni chłopcy
- 2006 – nominacja do Saturna dla najlepszy scenariusz adaptowany za film Harry Potter i więzień Azkabanu
- 2006 – nominacja do Saturna dla najlepszy scenariusz adaptowany za film Harry Potter i Czara Ognia